# 蜜の味 〜テイスト オブ マネー〜
『蜜の味 〜テイスト オブ マネー〜』（原題：돈의 맛、英題: The Taste of Money）は、イム・サンス監督による2012年公開の韓国映画。韓国の財閥一家の不穏な関係が描かれる。
第65回カンヌ国際映画祭のコンペティション部門で上映され、パルム・ドールを競った。

## キャスト
- キム・ガンウ（英語版）
- ユン・ヨジョン
- ペク・ユンシク（英語版）
- キム・ヒョジン（英語版）

## テーマ
『蜜の味』ではまず金による堕落の影響が探られている。イムの前監督作の精神的な続編であり、彼は本作を「これは『ハウスメイド』の延長であり、『ハウスメイド』の子供が成長した後の物語と言える」と語った

## 受賞とノミネート
| 賞・映画祭       | 部門           | 対象                    | 結果       |
| ---------------- | -------------- | ----------------------- | ---------- |
| カンヌ国際映画祭 | パルム・ドール | イム・サンス            | ノミネート |
| 釜日映画賞       | 音楽賞         | キム・ホンジプ          | 受賞       |
| 釜日映画賞       | 助演女優賞     | キム・ヒョジン          | ノミネート |
| 釜日映画賞       | 助演女優賞     | ユン・ヨジョン          | ノミネート |
| 釜日映画賞       | 撮影賞         | キム・ウヒョン          | ノミネート |
| 釜日映画賞       | 美術賞         | Kim Yeong-hee、Kim Joon | ノミネート |